# Ranville-Breuillaud
Ranville-Breuillaud é uma comuna francesa na região administrativa da Nova Aquitânia, no departamento de Charente. Estende-se por uma área de 12,84 km². Em 2010 a comuna tinha 177 habitantes (densidade: 13,8 hab./km²).